# Baojun Yunduo
Der Baojun Yunduo (auch Baojun Cloud) ist ein batterieelektrisch angetriebener Kleinwagen der zum chinesischen Automobilhersteller SAIC GM Wuling gehörenden Marke Baojun. Der Hersteller bezeichnet das Modell als Minivan.

## Geschichte
Das Serienmodell wurde im Mai 2023 in China vorgestellt. Vorbestellungen waren anschließend ab Juni 2023 in China möglich. Der Marktstart war im August 2023. Es ist das erste fünftürige Elektroauto der Marke. In Indonesien wurde im Februar 2024 das Modell unter der Marke Wuling vorgestellt, in Indien im September 2024 als MG Windsor.

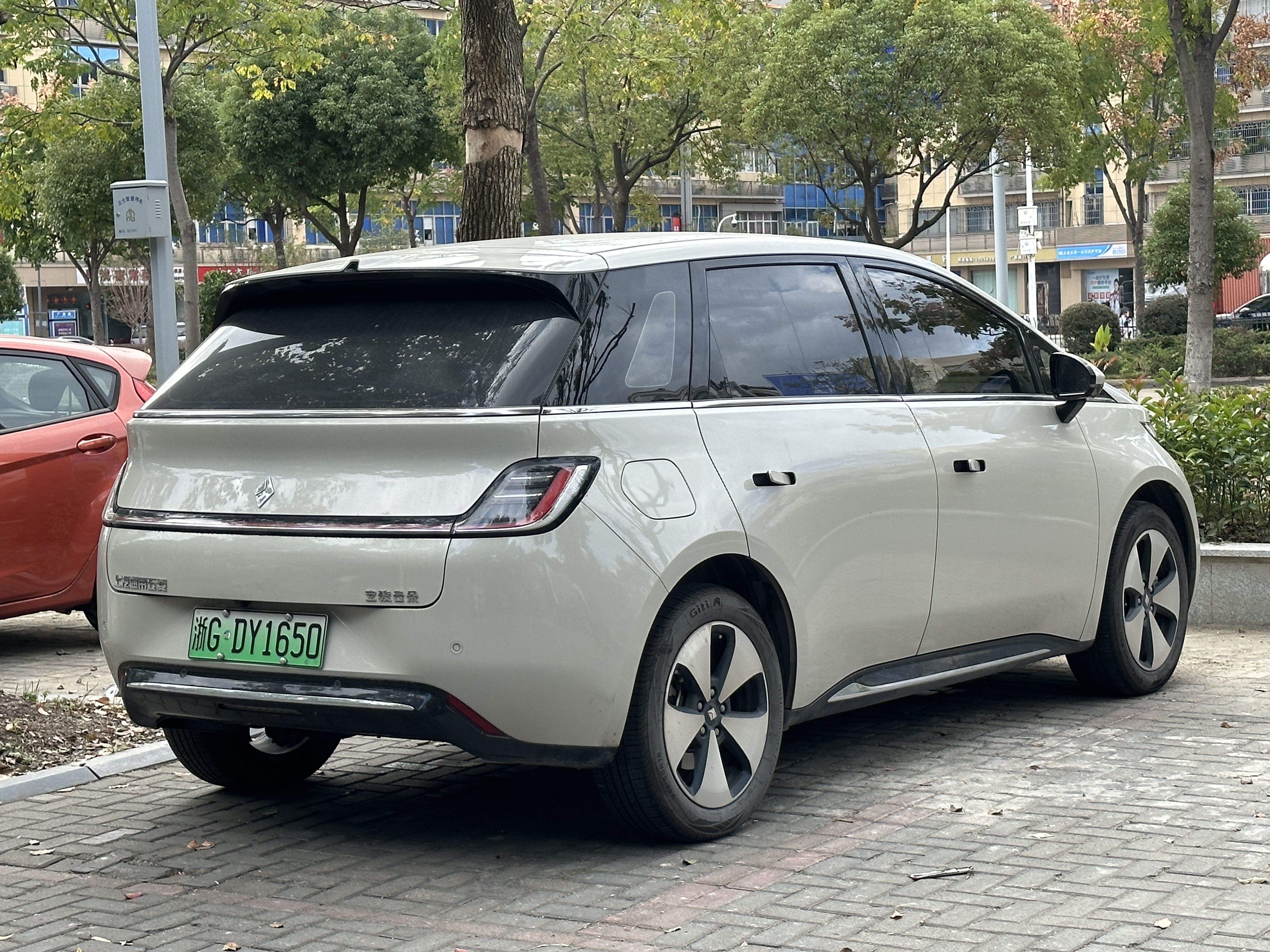
Heckansicht
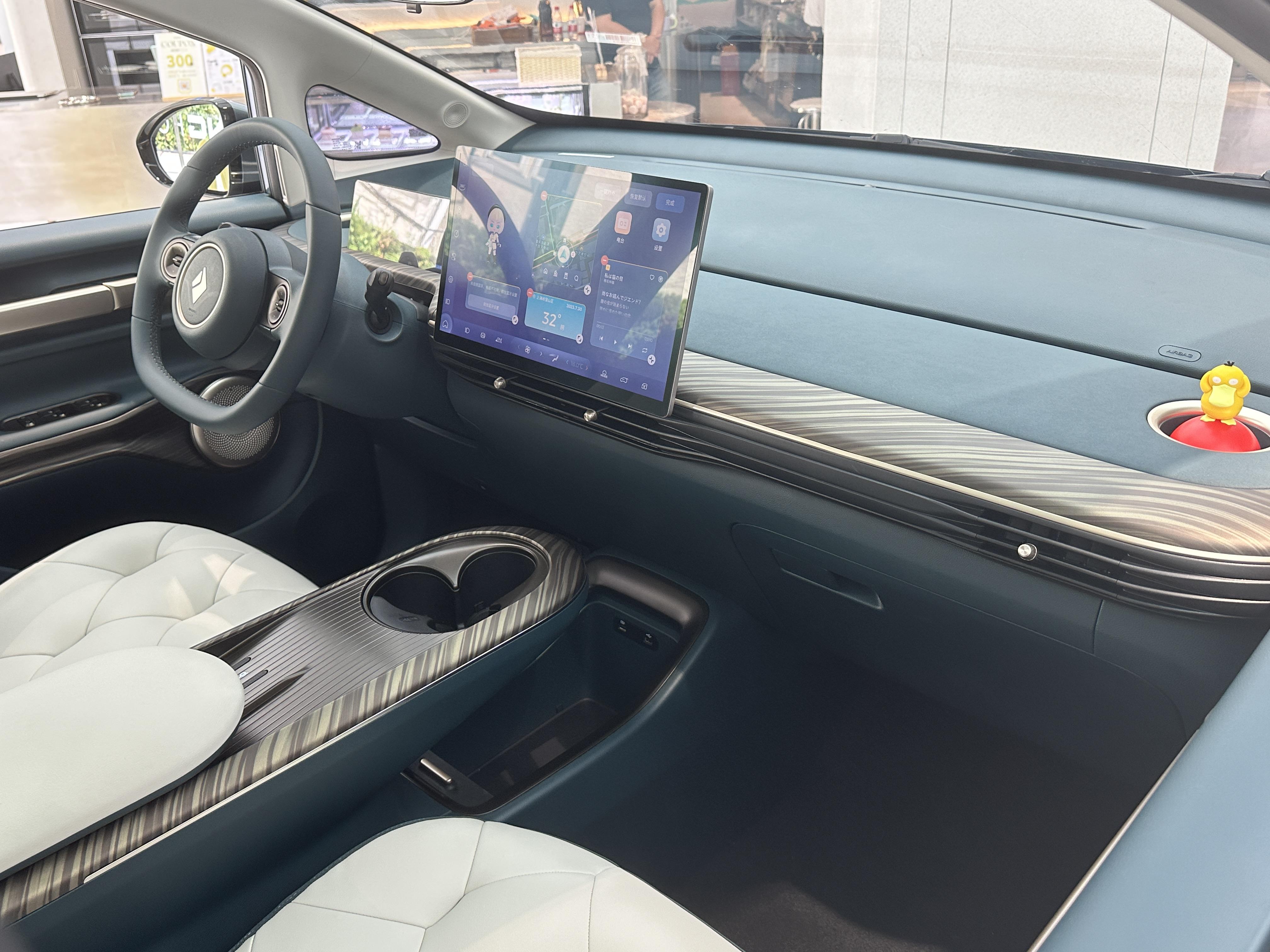
Innenansicht

## Technik
Die Motorisierung besteht aus einem Elektromotor mit 100 kW (136 PS), der die Vorderräder antreibt. Die Lithium-Eisenphosphat-Akkumulatoren (LFP) sind in zwei Kapazitäten verfügbar: 37,9 oder 50,6 kWh. Die Reichweite nach dem chinesischen Messzyklus CLTC beträgt 360 bzw. 460 km. Die Höchstgeschwindigkeit wird mit 150 km/h, die Ladezeit von 30 auf 80 Prozent ca. 30 Minuten angegeben.

## Verkäufe
| Jahr | China  | Indonesien | Indien |
| ---- | ------ | ---------- | ------ |
| 2023 | 11,519 |            |        |
| 2024 | 14,578 | 3,521      | 13,997 |